# بازگشت پست-پانک
بازگشت پست-پانک  (انگلیسی: Post-punk revival) یا احیای پست-پانک شاخه‌ای از موسیقی راک آلترناتیو و ایندی است که اواخر قرن بیستم و اوایل قرن بیست و یکم با الهام‌گیری از ویژگی‌های زیبایی‌شناختیِ سبک گاراژ راکِ دهه ۱۹۶۰ و سبک‌های پست-پانک و نیو ویوِ دهه ۱۹۸۰ به وجود آمد.
از مهم‌ترین گروه‌های این سبک می‌توان وایت استرایپس، استروکز، آرکتیک مانکیز، اینترپل، هایوز و واینز را نام برد.